# Trois Chambres à Manhattan (film)
Pour les articles homonymes, voir Trois chambres à Manhattan (homonymie).
Pour plus de détails, voir Fiche technique et Distribution.
Trois Chambres à Manhattan est un film français réalisé par Marcel Carné et sorti en 1965.

## Synopsis
François Combe (Maurice Ronet), vedette parisienne, doit son succès à Yolande (Geneviève Page), son épouse. Cette dernière s'éprend d'un jeune acteur et demande le divorce. Sans avenir, François part aux États-Unis travailler à la télévision. Il échoue à Greenwich Village où il rencontre Kay (Annie Girardot).

## Fiche technique
- Titre : Trois Chambres à Manhattan
- Réalisation : Marcel Carné
- Assistant réalisateur : Michel Romanoff
- Scénario : Marcel Carné et Jacques Sigurd, d'après le roman éponyme de Georges Simenon
- Décors : Léon Barsacq, Mayo, Jacques Dugied
- Images : Eugen Schüfftan
- Son : Jacques Lebreton
- Montage : Henri Rust
- Musique : Mal Waldron, Martial Solal
- Production : Charles Lumbroso
- Sociétés de production : Les Productions Montaigne
- Format : noir et blanc - 35 mm - 1,37:1 - Son : mono
- Genre : drame
- Durée : 110 minutes
- Date de sortie : France : 10 novembre 1965

## Distribution
- Annie Girardot : Kay
- Maurice Ronet : François Combe
- Roland Lesaffre : Pierre
- O. E. Hasse : Hourvitch
- Gabriele Ferzetti : le comte Larsi
- Geneviève Page : Yolande Combes
- Margaret Nolan : June
- Virginia Vee : la chanteuse noire
- Robert Hoffmann : Thierry Damiot
- Richard S. Castellano : l'Américain en colère
- Joseph Rigano : Jean
- Alan Rossett : le matelot saoul
- Abe Vigoda : le serveur
- Fritz Wepper : Fabien
- Art Simmons
- Robert De Niro : figuration, un client au diner
- Jean-François Rémi :
- June Shelley :
- Donald O'Brien : cuisinier au diner
- Nick Alexakos :
- Agnès Petit :
- Lynne Gordon :
- Max Culack :
- George Birt :
- Rod Calvert :
- Tom Whitehead :
- Colin Drake :
- Douglas Read :
- Eric Sinclair :
- Véronique Fabre :
- Leroy Haynes :
- Stéphane Stevens :

## Production
Trois Chambres à Manhattan est le premier film sorti en salles dans lequel apparaît, comme simple figurant, l'acteur américain Robert De Niro.